# 根弗爾河
13°38′49″N 39°24′54″E / 13.647°N 39.415°E

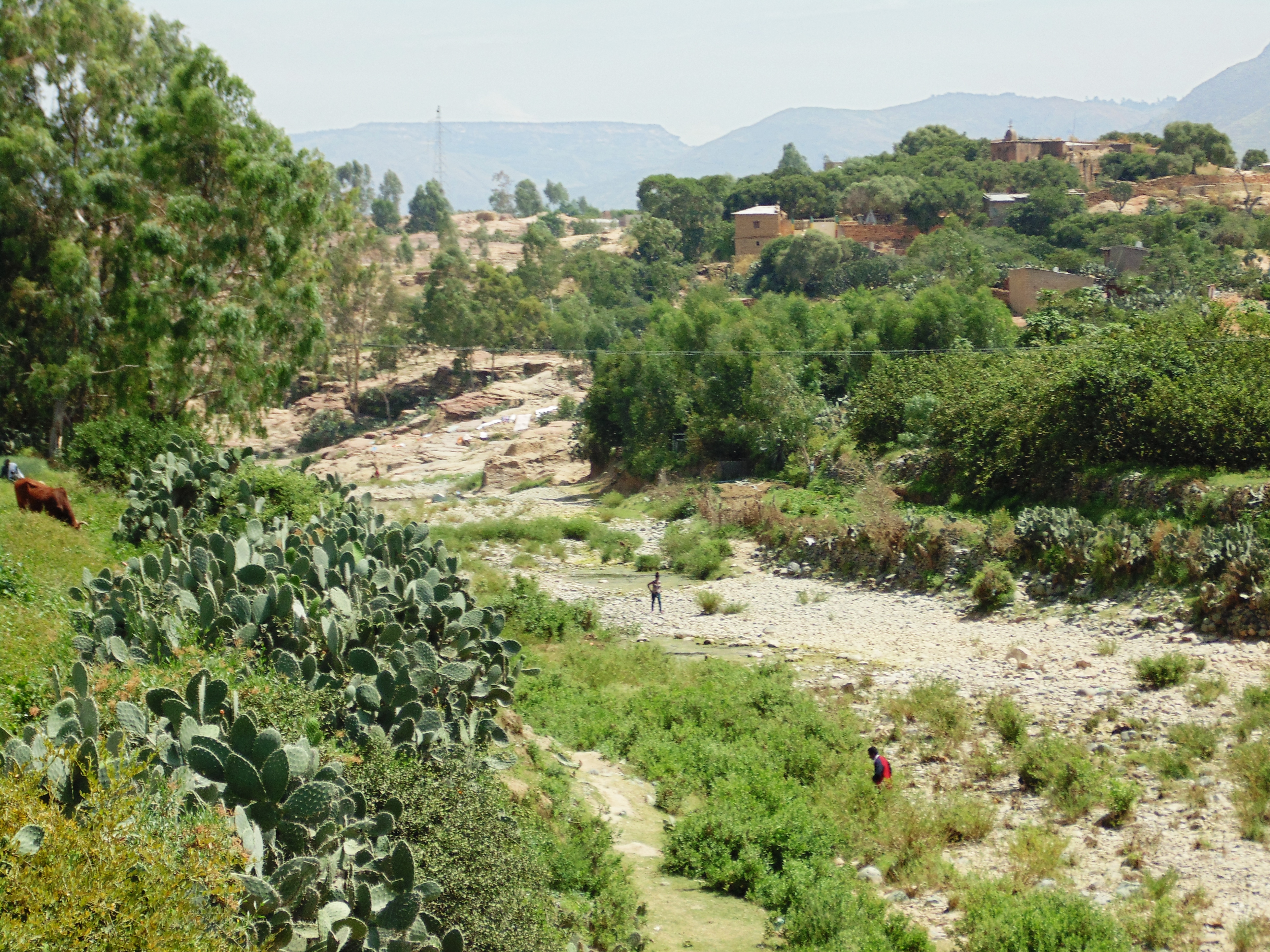

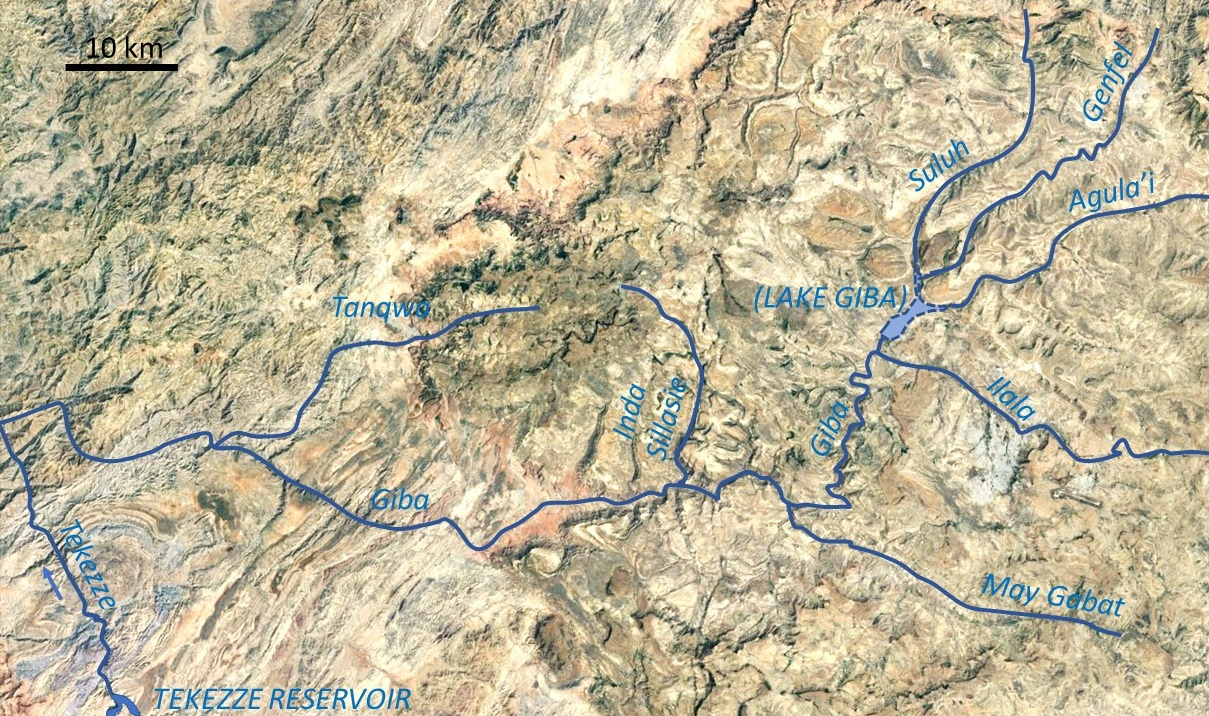

根弗爾河是埃塞俄比亞的河流，位於該國北部，處於提格雷州，河道全長51公里，流域面積969平方公里，最終注入吉巴河，河水用作農業灌溉。